# Gilles Cosson
 (décembre 2018).
Pour les articles homonymes, voir Cosson (homonymie).
Gilles Cosson, né à Poitiers en 1937, est un écrivain français, auteur notamment de romans historiques, de récits de voyage et d'essais philosophiques.

## Biographie
Après des études à l'École polytechnique, l'obtention d'un doctorat en économie, un master au Massachusett's Institute of Technology (MIT) et une première carrière dans le secteur industriel et financier achevée chez Paribas en 1993, Gilles Cosson s'est consacré à l'écriture.
Il épouse en 1963 Jacqueline Teillard, dont il a trois enfants : Nicolas (1964), Nancy (1966) et Alexis (1971). Avant de publier sous sa propre identité, il avait signé sous le nom de plume de Gilles Teillard.
Il est pendant de nombreuses années membre du bureau national du Mouvement Européen France aux côtés successivement de Jean-François Poncet, Jean-Louis Bourlanges, Anne-Marie Idrac et Pierre Moscovici.
Grand voyageur dans les montagnes et les déserts du globe, critique des dérives politiques, financières et sociales de la société contemporaine,,,,,, l'auteur s'intéresse dans son œuvre aux réactions de l'individu face aux aléas de la vie ou de l’histoire, en s’appuyant sur une spiritualité qu'il explicite dans ses essais.

## Principales œuvres
- Entends, homme. Dialogue de deux croyants atypiques, avec Antoine Bastien, Préface de Marc Alpozzo, Paris, Éditions de Paris/Max Chaleil, 2025  (ISBN 978-2846213639)
- Entre deux mondes, Éditions de Paris, 2023  (ISBN 978-2-84621-341-7)
- Vers une espérance commune, Éditions Pierre-Guillaume de Roux, 2021  (ISBN 978-2-36371-351-3)
- L'homme qui parle, Éditions Pierre-Guillaume de Roux, 2019  (ISBN 978-2-36371-312-4)
- Cinq Femmes, Éditions Pierre-Guillaume de Roux, 2019  (ISBN 978-2-36371280-6)
- Et Rome s'enfonça dans la nuit : 24-27 août ap. J.-C., Éditions de Paris, 2017  (ISBN 978-2-84621-250-2)
- Debout, citoyens, Fauves Éditions, 2015,  (ISBN 979-1030200157)
- Sur la route du temps, nouvelles, Éditions de Paris, 2015  (ISBN 978-2-84621-209-0)
- L'esprit qui veille, Éditions Michalon, 2013  (ISBN 978-2-84186-701-1)
- Dans l'ombre de la décadence : Du Bas-Empire romain à l'Amérique d'aujourd'hui, Éditions de Paris - Max Chaleil, 2012  (ISBN 978-2-84621-168-0)
- Cyniques et Cie, Éditions de Paris, 2011  (ISBN 978-2-84621-140-6)
- Thulé : De l'Arctique à l'Orient, une épopée au temps de la Renaissance, Éditions de Paris - Max Chaleil, 2009  (ISBN 978-2-84621-134-5)
- Éclats de vie suivis de Méditation (avec Bernard Feillet), nouvelles, éditions du Huitième jour, 2009  (ISBN 978-2-35251-016-1)
- Un combattant : Dans la jungle des affaires, Éditions de Paris - Max Chaleil, 2007  (ISBN 978-2-84621-091-1)
- Lettre à un ami musulman suivie de Une spiritualité pour notre temps, 2005  (ISBN 2-84621-063-2)
- Vers une nouvelle spiritualité : Réponses à une catastrophe annoncée, 2004  (ISBN 2-84621-048-9)
- Tourmente et passion: un destin européen, de Saint-Pétersbourg à Berlin, 2001  (ISBN 2-84621-005-5)
- Dans la tourmente rouge - De Pétrograd à Erevan, Éditions de Paris - Max Chaleil, 1998  (ISBN 978-2-9052916-1-5)
- Le Chevalier de Saint-Jean d'Acre, Plon, 1995  (ISBN 978-2-259-18243-0)
- Les Taureaux de Khorsabad, Plon, 1994  (ISBN 978-2-259-00084-0)

Sous pseudonyme :
- Arenna, Flammarion, 1988  (ISBN 978-2-08-066245-3)
  - Récit de la vie d'un prince arménien à l'époque de l’alliance entre Tamerlan et l'Empire byzantin finissant.